# Comuna Smolean, Smolean
Smolean (în bulgară Смолян) este o comună în regiunea Smolean, Bulgaria, formată din orașul Smolean și 82 de sate. 

## Localități componente

### Orașe
- Smolean

### Sate
| - Aligovska - Arda - Belev Dol - Bileanska - Borikovo - Bostina - Bukata - Bukațite - Cepleten - Cereșkite - Cereșovska Reka - Ciokmanovo - Ciuciur - Dimovo - Dunevo - Elenska - Elovo - Fatovo - Gabrița - Ghela - Gorna Arda - Gorovo - Gozdevița - Gradăt - Graștița - Gudevița - Hasovița - Isiovți | - Katranița - Kiselciovo - Kokorovo - Koșnița - Kremene - Kukuvița - Kutela - Levocevo - Lipeț - Liulka - Lăka - Magardjița - Milkovo - Moghilița - Momcilovți - Mugla - Nadarți - Oreșeț - Ostri Pazlak - Petkovo - Peștera - Pisanița - Podvis - Polkovnik Serafimovo - Poprelka - Potoka - Receani | - Reka - Rovina - Seliște - Sivino - Slaveino - Smilean - Sokolovți - Solișta - Sredok - Stikăl - Stoikite - Straja - Sărnino - Tikale - Trebiște - Turean - Tărăn - Uhlovița - Vievo - Vlahovo - Vodata - Vălcean - Vărbovo - Zaevite - Zmievo - Cereșovo - Șiroka Lăka |

## Demografie
Componența etnică a comunei Smolean
     Bulgari (78,9%)
     Nicio identificare (19,56%)
     Altele (2,24%)
La recensământul din 2011, populația comunei Smolean era de 41.452 locuitori. Din punct de vedere etnic, majoritatea locuitorilor (78,9%) erau bulgari. Pentru 19,56% din locuitori nu este cunoscută apartenența etnică.